# Мойнак (Кызылординская область)
Мойнак (каз. Мойнақ) — село в Аральском районе Кызылординской области Казахстана. Входит в состав Аралкумского сельского округа. Код КАТО — 433234400.

## Население
В 1999 году население села составляло 142 человека (95 мужчин и 47 женщин). По данным переписи 2009 года, в селе проживали 92 человека (51 мужчина и 41 женщина).